# Wisden Cricketer of the Year

Wisden Cricketer of the Year, littéralement « Joueur de cricket Wisden de l'année », est une distinction décernée chaque année par le Wisden Cricketers' Almanack, un almanach anglais spécialisé dans le cricket. Il récompense les joueurs qui, d'après le Wisden, ont eu la plus grande influence sur la saison anglaise précédent la parution de l'almanach, y compris des internationaux étrangers dont l'équipe y était en tournée. Sauf exception, un joueur ne peut être désigné qu'une fois dans sa carrière. Initiée en 1889 pour honorer les « six meilleurs lanceurs » de l'année, la distinction concerne depuis, dans la plupart des cas, cinq joueurs par an.

## Historique
En 1889, le Wisden Cricketers' Almanack publie des portraits et articles sur lanceurs pour commémorer leur succès durant la saison 1888. L'année suivante, ce sont neuf batteurs, tous professionnels, qui sont honorés de manière similaire. En 1889, cinq portraits de « Grands gardiens de guichet » sont inclus dans le Wisden, dont un article sur Dick Pilling, qui n'a pas joué la saison précédente. À partir de cette année-là, ce sont la plupart du temps cinq joueurs qui sont honorés.
À cause de la Première Guerre mondiale, aucun joueur n'est désigné ni en 1916, ni en 1917 mais, les deux années qui suivent, la tradition reprend avec des sportifs inscrits dans des public schools. La Seconde Guerre mondiale interrompt de la même manière les désignations entre 1941 et 1946.
Quatre personnalités ont été honorées seules. W. G. Grace figure seul dans l'édition 1896, pour souligner ses performances lors de la saison 1895. En 1913, John Wisden, est distingué 29 ans après sa mort pour célébrer les 50 ans de la fondation de l'almanach. Le Wisden marque également la saison 1920 de Plum Warner, qui mène le Middlesex à la victoire dans le County Championship, et, en 1926, honore Jack Hobbs, qui a dépassé la saison suivante le total de centuries en cricket « première-classe » de W. G. Grace.
En 2010, Claire Taylor est la première femme honorée par le Wisden, après avoir été désignée meilleure joueuse de la Coupe du monde 2009. L'année suivante, pour la première fois depuis 1926, les sportifs sélectionnés ne sont pas cinq, mais quatre. Un joueur de l'équipe du Pakistan, non nommé par le rédacteur en chef du Wisden, est exclu de la liste avant sa parution à cause de sa suspension liée à un scandale de lancers truqués au bénéfice d'organisateurs de paris.

## Critères de sélection
Les joueurs désignés Wisden Cricketers of the Year sont ceux qui « ont eu une influence sur la saison anglaise précédente » par rapport à la parution de l'almanach. En théorie, un joueur ne peut être sélectionné qu'une seule fois. Plum Warner et Jack Hobbs sont pourtant honorés chacun seul et une deuxième fois, respectivement en 1921 et 1926. En 2003, l'almanach introduit la distinction de Wisden Leading Cricketer in the World, ouvert à tous et sans limite.
En 1997, Sanath Jayasuriya est choisi sans avoir disputé de matchs en Angleterre la saison précédente : le rédacteur en chef du Wisden considère que la manière dont il a batté lors de la Coupe du monde 1996 a révolutionné l'approche des batteurs lors des rencontres limitées en nombre de lancers, d'où son influence sur le cricket anglais.

## Liste des joueurs honorés par année

### De 1889 à 1915
Liste des joueurs honorés de 1889 à la Première Guerre mondiale :

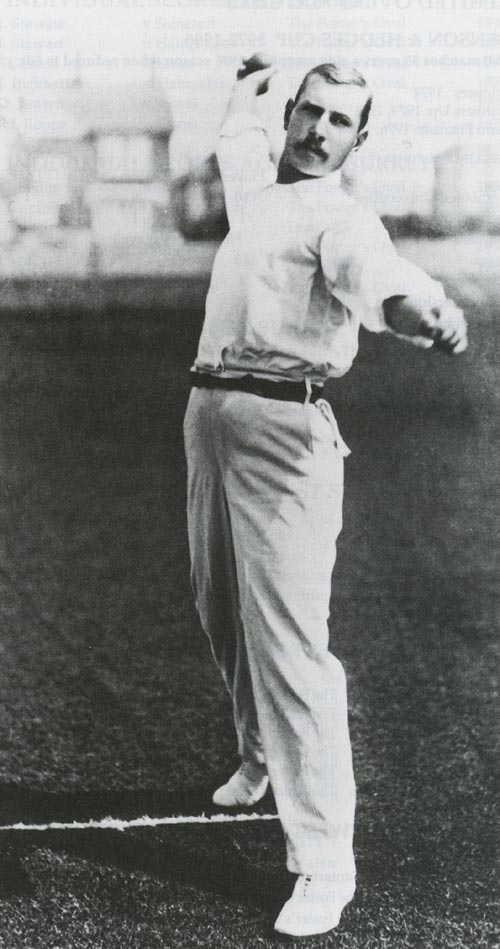
George Lohmann est l'un des premiers joueurs honorés.

- 1889 : Six grands lanceurs de l'année : George Lohmann, Johnny Briggs, Bobby Peel (Angleterre), John Ferris, Charles Turner, Sammy Woods (Australie)
- 1890 : Neuf grands batteurs de l'année : Bobby Abel, Billy Barnes, William Gunn, Louis Hall, Robert Henderson, Maurice Read, Arthur Shrewsbury, Frank Sugg, Albert Ward (Angleterre)
- 1891 : Cinq grands gardiens de guichet : Jack Blackham (Australie), Gregor MacGregor, Dick Pilling, Mordecai Sherwin, Henry Wood (Angleterre)
- 1892 : Cinq grands lanceurs : William Attewell, Jack Hearne, Frederick Martin, Arthur Mold, John Sharpe (Angleterre)
- 1893 : Cinq batteurs de l'année : Herbie Hewett, Lionel Palairet, Walter Read, Stanley Scott, Andrew Stoddart (Angleterre)
- 1894 : Cinq joueurs polyvalents : George Giffen, Harry Trott (Australie), Alec Hearne, Stanley Jackson, Ted Wainwright (Angleterre)
- 1895 : Cinq jeunes batteurs de la saison : Bill Brockwell, Jack Brown, C. B. Fry, Tom Hayward, Archie MacLaren (Angleterre)
- 1896 : W. G. Grace (Angleterre)
- 1897 : Cinq joueurs de la saison : Syd Gregory, Hugh Trumble (Australie), Dick Lilley, Ranji, Tom Richardson (Angleterre)
- 1898 : Frederick Bull, Willis Cuttell, Frank Druce, Gilbert Jessop, Jack Mason (Angleterre)
- 1899 : Cinq joueurs de l'année : Wilfred Rhodes, Bill Storer, Charlie Townsend, William Lockwood (Angleterre), Albert Trott (Australie)
- 1900 : Cinq joueurs de la saison : Joe Darling, Clem Hill, Monty Noble (Australie), Arthur Jones (Angleterre), Robert Poore (Afrique du Sud)
- 1901 : M. R. E. Foster et quatre joueurs du Yorkshire : Tip Foster, Schofield Haigh, George Hirst, Tom Taylor, John Tunnicliffe (Angleterre)
- 1902 : Len Braund, Charlie McGahey, Frank Mitchell, Willie Quaife, Johnny Tyldesley (Angleterre)
- 1903 : Warwick Armstrong, Jim Kelly, Victor Trumper (Australie), Cuthbert Burnup, James Iremonger (Angleterre)
- 1904 : Colin Blythe, John Gunn, Albert Knight, Walter Mead, Plum Warner (Angleterre)
- 1905 : Bernard Bosanquet, James Hallows, Percy Perrin, Reggie Spooner (Angleterre), Ernest Halliwell (Afrique du Sud)
- 1906 : David Denton, Walter Lees, George Thompson, Joe Vine, Levi Wright (Angleterre)
- 1907 : Jack Crawford, Arthur Fielder, Ernie Hayes, Kenneth Hutchings, Neville Knox (Angleterre)
- 1908 : Albert Hallam, Thomas Wass (Angleterre), Reggie Schwarz, Bert Vogler (Afrique du Sud), Frank Tarrant (Australie)
- 1909 : Lord Hawke et quatre joueurs de l'année : Walter Brearley, Lord Hawke, Jack Hobbs, John Newstead (Angleterre), Alan Marshal (Australie)
- 1910 : Warren Bardsley, Vernon Ransford (Australie), Sydney Barnes, Douglas Carr, Arthur Day (Angleterre)
- 1911 : Harry Foster, Alfred Hartley, Razor Smith, Frank Woolley (Angleterre), Charlie Llewellyn (Afrique du Sud)
- 1912 : Cinq membres de la tournée du M. C. C. en Australie : Frank Foster, Jack Hearne, Sep Kinneir, Phil Mead, Herbert Strudwick (Angleterre)
- 1913 : John Wisden (Angleterre) à titre posthume
- 1914 : Major Booth, George Gunn, Bill Hitch, Albert Relf, Lionel Tennyson (Angleterre)
- 1915 : Johnny Douglas, Percy Fender, Wally Hardinge, Donald Knight (Angleterre), Sydney Smith (Indes occidentales)

### Entre-deux-guerres
Liste des joueurs honorés entre 1918 et 1940 :
- 1918 : Harry Calder (Afrique du Sud), John Firth, Gerard Rotherham, Greville Stevens (Angleterre), Clement Gibson (Argentine)
- 1919 : Cinq joueurs des Public schools de l'année : Percy Adams, Percy Chapman, Adrian Gore, Lionel Hedges, Norman Partridge (Angleterre)
- 1920 : Cinq batteurs de l'année : Andy Ducat, Patsy Hendren, Percy Holmes, Herbert Sutcliffe, Ernest Tyldesley (Angleterre)
- 1921 : Plum Warner (Angleterre)
- 1922 : Hubert Ashton, Jack Bryan (Angleterre), Jack Gregory, Charlie Macartney, Ted McDonald (Australie)
- 1923 : Arthur Carr, Tich Freeman, Charlie Parker, Jack Russell, Andy Sandham (Angleterre)
- 1924 : Arthur Gilligan, Roy Kilner, George Macaulay, Ciss Parkin, Maurice Tate (Angleterre)
- 1925 : Bob Catterall, Herbie Taylor (Afrique du Sud), Jack MacBryan, Dick Tyldesley, Dodger Whysall (Angleterre)
- 1926 : Jack Hobbs (Angleterre)
- 1927 : George Geary, Harold Larwood, Jack Mercer (Angleterre), Bert Oldfield, Bill Woodfull (Australie)
- 1928 : Roger Blunt (Nouvelle-Zélande), Charlie Hallows, Wally Hammond, Douglas Jardine, Vallance Jupp (Angleterre)
- 1929 : Les Ames, George Duckworth, Maurice Leyland, Sam Staples, Jack White (Angleterre)
- 1930 : Ted Bowley, Duleep, Walter Robins, Bob Wyatt (Angleterre), Tuppy Owen-Smith (Afrique du Sud)
- 1931 : Donald Bradman, Clarrie Grimmett (Australie), Bev Lyon, Ian Peebles, Maurice Turnbull (Angleterre)
- 1932 : Bill Bowes, James Langridge, Iftikhar Ali Khan Pataudi, Hedley Verity (Angleterre), Stewie Dempster (Nouvelle-Zélande)
- 1933 : Ewart Astill, Freddie Brown, Alec Kennedy, Bill Voce (Angleterre), C. K. Nayudu (Inde)
- 1934 : Fred Bakewell, Stan Nichols, Leslie Townsend, Cyril Walters (Angleterre), George Headley (Indes occidentales)
- 1935 : Stan McCabe, Bill O'Reilly, Bill Ponsford (Australie), George Paine, Jim Smith (Angleterre)
- 1936 : Jock Cameron, Bruce Mitchell (Afrique du Sud), Errol Holmes, Denis Smith, Arthur Wellard (Angleterre)
- 1937 : Charlie Barnett, Bill Copson, Alf Gover, Stan Worthington (Angleterre), Vijay Merchant (Inde)
- 1938 : Tom Goddard, Joe Hardstaff Jr., Len Hutton, Jim Parks Sr., Eddie Paynter (Angleterre)
- 1939 : Hugh Bartlett, Denis Compton, Ken Farnes, Arthur Brown (Angleterre), Bill Brown (Australie),
- 1940 : Learie Constantine (Indes occidentales), Bill Edrich, Walter Keeton, Fred Price, Brian Sellers (Angleterre)

### Depuis 1947
Liste des joueurs honorés depuis 1947 : 
- 1947 : Alec Bedser, Laurie Fishlock, Peter Smith, Cyril Washbrook (Angleterre), Vinoo Mankad (Inde)
- 1948 : Martin Donnelly (Nouvelle-Zélande), Alan Melville, Dudley Nourse (Afrique du Sud), Jack Robertson, Norman Yardley (Angleterre)
- 1949 : Lindsay Hassett, Bill Johnston, Ray Lindwall, Arthur Morris, Don Tallon (Australie)
- 1950 : Trevor Bailey, Roly Jenkins, John Langridge, Reg Simpson, Bert Sutcliffe (Angleterre)
- 1951 : Godfrey Evans (Angleterre), Sonny Ramadhin, Alf Valentine, Everton Weekes, Frank Worrell (Indes occidentales)
- 1952 : Bob Appleyard, Tom Dollery, Jim Laker, Peter May (Angleterre), Eric Rowan (Afrique du Sud)
- 1953 : Harold Gimblett, Tom Graveney, David Sheppard, Stuart Surridge, Fred Trueman (Angleterre)
- 1954 : Neil Harvey, Keith Miller (Australie), Tony Lock, Johnny Wardle, Willie Watson (Angleterre)
- 1955 : Bruce Dooland, George Tribe (Australie), Fazal Mahmood (Pakistan), Eric Hollies, Brian Statham (Angleterre)
- 1956 : Colin Cowdrey, Doug Insole, Frank Tyson (Angleterre), Jackie McGlew, Hugh Tayfield (Afrique du Sud)
- 1957 : Dennis Brookes,  Malcolm Hilton, Peter Richardson (Angleterre), Jim Burke, Gil Langley (Australie)
- 1958 : Peter Loader, Arthur McIntyre, Mickey Stewart (Angleterre), Collie Smith, Clyde Walcott (Indes occidentales)
- 1959 : Les Jackson, Arthur Milton, Derek Shackleton (Angleterre), Roy Marshall (Indes occidentales), John Reid (Nouvelle-Zélande)
- 1960 : Ken Barrington, Donald Carr, Ray Illingworth, Geoff Pullar, Mike Smith (Angleterre)
- 1961 : Neil Adcock, Roy McLean (Afrique du Sud), Ted Dexter, Raman Subba Row, Vic Wilson (Angleterre)
- 1962 : Bill Alley (Angleterre), Richie Benaud, Alan Davidson, Bill Lawry, Norm O'Neill (Australie)
- 1963 : Don Kenyon, Peter Parfitt, Phil Sharpe, Fred Titmus (Angleterre), Mushtaq Mohammad (Pakistan)
- 1964 : Brian Close (Angleterre), Charlie Griffith, Conrad Hunte, Rohan Kanhai, Garfield Sobers (Indes occidentales)
- 1965 : Geoff Boycott, Jack Flavell (Angleterre), Peter Burge, Garth McKenzie, Bob Simpson (Australie)
- 1966 : Colin Bland, Peter Pollock, Graeme Pollock (Afrique du Sud), John Edrich (Angleterre), Dick Motz (Nouvelle-Zélande)
- 1967 : Bob Barber, Basil D'Oliveira, Colin Milburn, John Murray (Angleterre), Seymour Nurse (Indes occidentales)
- 1968 : Asif Iqbal, Hanif Mohammad (Pakistan), Ken Higgs, Jim Parks Jr. (Angleterre), Mansoor Ali Khan Pataudi (Inde)
- 1969 : Jimmy Binks, David Green, Derek Underwood, Ossie Wheatley (Angleterre), Barry Richards (Afrique du Sud)
- 1970 : Basil Butcher (Indes occidentales), Alan Knott, Don Shepherd (Angleterre), Majid Khan (Pakistan), Mike Procter (Afrique du Sud)
- 1971 : Jack Bond, Brian Luckhurst, Roy Virgin (Angleterre), Clive Lloyd (Indes occidentales), Glenn Turner (Nouvelle-Zélande)
- 1972 : Geoff Arnold, Brian Taylor (Angleterre), Bhagwath Chandrasekhar (Inde), Lance Gibbs (Indes occidentales), Zaheer Abbas (Pakistan)
- 1973 : Greg Chappell, Dennis Lillee, Bob Massie, Bob Massie (Australie), John Snow (Angleterre)
- 1974 : Keith Boyce (Indes occidentales), Roy Fredericks, Bevan Congdon (Nouvelle-Zélande), Keith Fletcher, Peter Sainsbury (Angleterre)
- 1975 : Dennis Amiss, Mike Denness, Norman Gifford, Tony Greig (Angleterre), Andy Roberts (Indes occidentales)
- 1976 : Ian Chappell, Rick McCosker (Australie), Peter Lee,  David Steele, Bob Woolmer (Angleterre)
- 1977 : Mike Brearley, Bob Taylor (Angleterre), Gordon Greenidge, Michael Holding, Viv Richards (Indes occidentales)
- 1978 : Ian Botham, Mike Hendrick, Alan Jones, Bob Willis (Angleterre), Ken McEwan (Afrique du Sud)
- 1979 : David Gower, John Lever, Chris Old, Clive Radley (Angleterre), John Shepherd (Indes occidentales)
- 1980 : Joel Garner (Indes occidentales), Sunil Gavaskar (Inde), Graham Gooch, Derek Randall, Brian Rose (Angleterre)
- 1981 : Kim Hughes (Australie), Robin Jackman, Allan Lamb (Angleterre), Clive Rice, Vintcent van der Bijl (Afrique du Sud)
- 1982 : Terry Alderman, Allan Border, Rod Marsh (Australie), Richard Hadlee (Nouvelle-Zélande), Javed Miandad (Pakistan)
- 1983 : Imran Khan (Pakistan), Trevor Jesty (Angleterre), Alvin Kallicharran, Malcolm Marshall (Indes occidentales), Kapil Dev (Inde)
- 1984 : Mohinder Amarnath (Inde), Jeremy Coney (Nouvelle-Zélande), John Emburey, Mike Gatting, Chris Smith (Angleterre)
- 1985 : Martin Crowe (Nouvelle-Zélande), Larry Gomes (Indes occidentales), Geoff Humpage, Jack Simmons (Angleterre), Sidath Wettimuny (Sri Lanka)
- 1986 : Phil Bainbridge, Richard Ellison, Neal Radford, Tim Robinson (Angleterre), Craig McDermott (Australie)
- 1987 : John Childs, Graeme Hick, James Whitaker (Angleterre), Dilip Vengsarkar (Inde), Courtney Walsh (Indes occidentales)
- 1988 : Jonathan Agnew, Neil Foster, David Hughes, Peter Roebuck (Angleterre), Saleem Malik (Pakistan)
- 1989 : Kim Barnett, Phil Neale (Angleterre), Jeff Dujon, Franklyn Stephenson (Indes occidentales), Steve Waugh (Australie)
- 1990 : Jimmy Cook (Afrique du Sud), Dean Jones, Mark Taylor (Australie), Jack Russel, Robin Smith (Angleterre)
- 1991 : Mike Atherton, Alan Butcher (Angleterre), Mohammad Azharuddin (Inde), Desmond Haynes (Indes occidentales), Mark Waugh (Australie)
- 1992 : Curtly Ambrose, Richie Richardson (Indes occidentales), Phillip DeFreitas (Angleterre), Allan Donald (Afrique du Sud), Waqar Younis (Pakistan)
- 1993 : Nigel Briers, Martyn Moxon, Ian Salisbury, Alec Stewart (Angleterre), Wasim Akram (Pakistan)
- 1994 : David Boon, Ian Healy, Merv Hughes, Shane Warne (Australie), Steve Watkin (Angleterre)
- 1995 : Brian Lara (Indes occidentales), Devon Malcolm, Tim Munton, Steve Rhodes (Angleterre), Kepler Wessels (Afrique du Sud)
- 1996 : Dominic Cork, Angus Fraser, Dermot Reeve (Angleterre), Aravinda de Silva (Sri Lanka), Anil Kumble (Inde)
- 1997 : Sanath Jayasuriya (Sri Lanka), Mushtaq Ahmed, Saeed Anwar (Pakistan), Phil Simmons (Indes occidentales), Sachin Tendulkar (Inde)
- 1998 : Matthew Elliott, Stuart Law, Glenn McGrath (Australie), Matthew Maynard, Graham Thorpe (Angleterre)
- 1999 : Ian Austin, Darren Gough (Angleterre), Muttiah Muralitharan, Arjuna Ranatunga (Sri Lanka), Jonty Rhodes (Afrique du Sud)
- 2000 : Chris Cairns (Nouvelle-Zélande), Rahul Dravid (Inde), Lance Klusener (Afrique du Sud), Tom Moody (Australie), Saqlain Mushtaq (Pakistan)
- 2001 : Mark Alleyne, Martin Bicknell, Andrew Caddick (Angleterre), Justin Langer, Darren Lehmann (Australie)
- 2002 : Andy Flower (Zimbabwe), Adam Gilchrist, Jason Gillespie, Damien Martyn (Australie), V. V. S. Laxman (Inde)
- 2003 : Matthew Hayden (Australie), Adam Hollioake, Nasser Hussain, Michael Vaughan (Angleterre), Shaun Pollock (Afrique du Sud)
- 2004 : Chris Adams, Andrew Flintoff (Angleterre), Ian Harvey (Australie), Gary Kirsten, Graeme Smith (Afrique du Sud)
- 2005 : Ashley Giles, Steve Harmison, Robert Key, Andrew Strauss, Marcus Trescothick (Angleterre)
- 2006 : Matthew Hoggard, Simon Jones, Kevin Pietersen (Angleterre), Brett Lee, Ricky Ponting (Australie)
- 2007 : Paul Collingwood, Monty Panesar, Mark Ramprakash (Angleterre), Mahela Jayawardene (Sri Lanka), Mohammad Yousuf (Pakistan)
- 2008 : Ian Bell, Ryan Sidebottom (Angleterre), Shivnarine Chanderpaul, Ottis Gibson (Indes occidentales), Zaheer Khan (Inde)
- 2009 : James Anderson, Claire Taylor (Angleterre), Dale Benkenstein, Mark Boucher, Neil McKenzie (Afrique du Sud)
- 2010 : Stuart Broad, Graham Onions, Matt Prior, Graeme Swann (Angleterre), Michael Clarke (Australie)
- 2011 : Tamim Iqbal (Bangladesh), Eoin Morgan, Chris Read, Jonathan Trott (Angleterre)
- 2012 : Tim Bresnan, Alastair Cook, Glen Chapple, Alan Richardson (Angleterre), Kumar Sangakkara (Sri Lanka)
- 2013 : Hashim Amla, Jacques Kallis, Dale Steyn (Afrique du Sud), Nick Compton (Angleterre), Marlon Samuels (Indes occidentales)
- 2014 : Shikhar Dhawan (Inde), Charlotte Edwards, Joe Root (Angleterre), Ryan Harris, Chris Rogers (Australie)